# Secundă de arc
Secunda de arc sau arcsecunda (simbolurile sunt arcsec, asec sau as) este o unitate de măsură unghiulară egală cu a șaizecea parte dintr-un minut de arc. De aceea, o secundă de arc corespunde unei părți egale cu 1/3600 dintr-un grad sexagesimal. 
- 1 grad = 60 minute de arc
- 1 minut de arc = 60 secunde de arc

- 1′ (minut de arc) = 1°/60  {\displaystyle \simeq } 0,016°
- 1″ (secundă de arc) = 1°/3600 {\displaystyle \simeq } 0,000 27°
- 1.000.000 μas (microsecunde de arc / microarc secunde) = 1 secundă de arc.

Această unitate de măsură este folosită în domeniile în care trebuie utilizate măsuri ale unghiurilor foarte mici cu o precizie mare, cum ar fi astronomia, geodezia și mecanica.